# Антропово (Антроповський район)
Антропово (рос. Антропово) — селище, районний центр Антроповського району Костромської області Російської Федерації.
Населення становить 3182 особи. Входить до складу муніципального утворення Антроповське сільське поселення.

## Історія
У 1936-1944 року населений пункт перебував у складі Ярославської області. Від 1944 належить до Костромської області.
Від 2007 року входить до складу муніципального утворення Антроповське сільське поселення.

## Населення
| 1970  | 1979  | 1989  | 2002  | 2008  | 2010  | 2012  |
| ----- | ----- | ----- | ----- | ----- | ----- | ----- |
| 3098  | ↗3417 | ↗4207 | ↘3834 | ↗4032 | ↘3598 | ↘3498 |
| 2013  | 2014  | 2015  | 2016  | 2017  | 2018  |       |
| ↘3439 | ↘3389 | ↘3291 | ↘3266 | ↘3237 | ↘3182 |       |